# Staurogyne helferi
Staurogyne helferi är en akantusväxtart som beskrevs av Carl Ernst Otto Kuntze. Staurogyne helferi ingår i släktet Staurogyne och familjen akantusväxter. Inga underarter finns listade i Catalogue of Life.